# Козлова, Лидия Николаевна
Ли́дия Никола́евна Козло́ва (род. 19 ноября 1937, Москва) — советская и российская поэтесса, художественный руководитель группы «Лесоповал» (с 2008 года). Известна как автор слов к песне Аллы Пугачёвой «Айсберг».

## Биография
Лидия Николаевна родилась в Москве 19 ноября 1937 года. Её детские годы опалила Великая Отечественная война. После получения школьного аттестата поступила в строительный техникум, окончив который вместе с остальными выпускниками отправилась в город Волжский Сталинградской области возводить Волжскую ГЭС. Именно там, в Волжском, Лидия Козлова встретила будущего мужа — Михаила Танича. Через несколько лет после свадьбы молодая семья смогла переехать поближе к Москве — в городок Орехово-Зуево.
Творческая биография началась ещё в юности. Девушка научилась играть на гитаре, неплохо пела, писала стихи. Но после замужества любительское занятие переросло для Козловой в профессию. Первую песню Лидия написала на стихи мужа. На тот момент ей исполнилось 18 лет.
Писательство давно влекло молодую Лидию Козлову. Ей было о чём рассказать современникам. Она видела трагедии солдат, калеками вернувшихся с фронта. Многие из них, безрукие и безногие, не желали возвращаться домой и становиться обузой для своих родных. Для таких несчастных создавались дома инвалидов, где эти люди могли дожить свой век за государственный счёт. О таком доме Лидия Николаевна Козлова написала повесть «Рядом с войной».
Затем наступила длительная пауза, тянувшаяся 20 лет. Однажды Козлова поймала себя на желании писать стихи. Она утверждает, что толчком послужила творческая атмосфера, царившая в их доме благодаря мужу. Свои произведения Лидия Николаевна решила не показывать Михаилу Таничу. Песню «Снег кружится, летает, летает» она отдала руководителю ВИА «Пламя» Сергею Березину, попросив не говорить мужу, кто её написал. Спустя 2 дня Березин сообщил, что песня понравилась всем. Она была названа «Снегопад» и стала первым хитом Лидии Козловой.
Автор ряда популярных песен, среди которых: «Айсберг», «Снег кружится», «Роза красная моя», «Перекати-поле». Её песни исполняют популярные исполнители. Среди них Алёна Апина, Алла Пугачёва, Филипп Киркоров, Александр Малинин, Надежда Чепрага, Валентина Толкунова, Эдита Пьеха, Людмила Гурченко и Вячеслав Малежик. Среди композиторов-соавторов: Игорь Николаев, Сергей Коржуков, Игорь Азаров, Давид Тухманов, Сергей Березин, Вячеслав Малежик, Руслан Горобец, Анатолий Кальварский, Дмитрий Прянов, Александр Левшин, Александр Федорков, Александр Малинин, Михаил Муромов, Ирина Грибулина, Вадим Гамалия и др.
После смерти супруга является продюсером и художественным руководителем группы «Лесоповал».
Сегодня Лидия Николаевна не только продолжает писать стихи и заниматься продюсированием известного музыкального коллектива, но и приводит в порядок огромный архив Михаила Танича. Она утверждает, что у покойного поэта-песенника осталось ещё множество стихов, на которые появятся замечательные песни.
С 2014 года Козлова стала постоянной участницей проекта «Три аккорда».
Член Союза писателей Российской Федерации

## Семья
- Муж — Михаил Исаевич Танич (1923—2008) — поэт-песенник.
- Дети — Светлана Михайловна Козлова, Инга Михайловна Козлова.
- Внуки — Лев и Вениамин[1].

## Песни на стихи Л. Н. Козловой
- «Айсберг» — (Музыка Игоря Николаева) — исп. Алла Пугачева, лауреат Песни-84
- «Амулет» — (Музыка Хасана Богочарова) — исп. Хасан Богочаров
- «Амулет» — (Музыка Сергея Коржукова) — исп. группа «Лесоповал», Галина Беседина, Валентина Пономарева
- «Анна Каренина» — (Музыка Ольги Стельмах) — исп. Ольга Стельмах
- «Близнецы» — (Музыка Вячеслава Малежика) — исп. Вячеслав Малежик
- «Блюз упавшей звезды» — (Музыка Сергея Коржукова) — исп. Сергей Коржуков
- «В той стране» — (Музыка Владимира Куклина) — исп. Екатерина Суржикова
- «Ванька Каин» — (Музыка Сергея Коржукова) — исп. Артем Коржуков
- «Возьми моё сердце» — (Музыка Сергея Муравьева) — исп. Алиса Мон
- «Гляжу на мир» — (Музыка Владимира Куклина) — исп. Екатерина Суржикова
- «Гололёд» — (Музыка Евгения Щекалева) — исп. Ксения Георгиади
- «Горизонт» — (Музыка Сергея Муравьева) — исп. Алиса Мон
- «Дождик» — (Музыка Тлеса Кажгалиева) — исп. Галина Невара
- «Жду-пожду» — (Музыка Александра Федоркова) — исп. Ефим Шифрин
- «Живая вода» — (Музыка Сергея Муравьева) — исп. Алиса Мон
- «Золотая середина» — (Музыка Сергея Муравьева) — исп. Алиса Мон
- «Иллюзион» — (Музыка Дмитрия Морозова) — исп. Гюлли Чохели
- «Как жаль» — (Музыка Сергея Коржукова) — исп. Артем Коржуков, Сергей Коржуков, Валентина Пономарева
- «Как жаль» — (Музыка Игоря Николаева) — исп. Людмила Гурченко
- «Камин» — (Музыка Гаи Галицкой) — исп. Гая Галицкая
- «Ковбой» — (Музыка Евгения Головина) — исп. Евгений Головин
- «Купавна» — (Музыка Гаи Галицкой) — исп. Гая Галицкая
- «Лети, любовь» — (Музыка Вадима Гамалия) — исп. Бируте Петриките
- «Лети, мой милый» — (Музыка Руслана Горобца) — исп. Ольга Зарубина
- «Лето в сентябре» — (Музыка Владимира Куклина) — исп. Дина Рычкова
- «Миражи» — (Музыка Сергея Коржукова) — исп. Сергей Коржуков
- «Мне другие ни к чему» — (Музыка Л. Осипова) — исп. ВИА «Лада»
- «Моё сердце свободно» — (Музыка Владимира Куклина) — исп. Екатерина Суржикова
- «Моцарт» — (Музыка Вячеслава Малежика) — исп. Вячеслав Малежик
- «Мы с тобой у порога» — (Музыка Сергея Коржукова) — исп. Сергей Коржуков
- «Не повторяй» — (Музыка Анатолий Кальварского) — исп. Михаил Боярский, Лариса Долина
- «Неловкий разговор» — (Музыка Игоря Николаева) — исп. Александр Малинин
- «Неловкий разговор» — (Музыка Александра Федоркова) — исп. Ефим Шифрин и Галина Базаркина
- «Обещаю» — (Музыка Сергея Муравьева) — исп. Алиса Мон
- «Осень» — (Музыка Дины Рычковой) — исп. Дина Рычкова и Гюлли Чохели
- «Открытый взгляд» — (Музыка Александра Левшина) — исп. Евгений Головин
- «От шести до десяти» — (Музыка Александра Щадилова) — исп. Гелена Великанова,
- «Перекати-поле» — (Музыка Сергея Коржукова (псевдоним Александр Лунев) — исп. Надежда Чепрага, Сергей Коржуков, Дмитрий Прянов
- «Проводы» — (Музыка Ирины Грибулиной) — исп. Валентина Толкунова
- «Прощай» — (Музыка Сергея Муравьева) — исп. Алиса Мон
- «Птица — синее крыло» — (Музыка Михаила Муромова) — исп. Михаил Муромов и Ольга Зарубина
- «Пугачёв» — (Музыка Александра Малинина) — исп. Александр Малинин
- «Пять минут до электрички» — (Музыка Ольга Стельмах) — исп. Ольга Стельмах
- «Разлука» — (Музыка Сергея Коржукова) — исп. Сергей Коржуков
- «Река-лето» — (Музыка Сергея Коржукова) — исп. Сергей Коржуков
- «Роза красная моя» — (Музыка Сергея Коржукова) — исп. Филипп Киркоров, Ярослав Евдокимов, Сергей Коржуков
- «Рябина ветками качала» — (Музыка Ирины Грибулиной) — исп. ансамбль «Дубрава»
- «Синяя волна» — (Музыка Сергея Березина) — исп. ВИА «Пламя»
- «Скрипка» — (Музыка Александра Федоркова) — исп. Ефим Шифрин
- «Скрипка, скрипочка, играй» — (Музыка Сергея Муравьева) — исп. Алиса Мон
- «Снег кружится» — (Музыка Сергея Березина) — исп. ВИА «Пламя», Лев Лещенко, Алсу, Валерий Ободзинский, группа «Би-2», группа «Чук и Гек»
- «Согрей меня» — (Музыка Сергея Муравьева) — исп. Алиса Мон
- «Солнце в зените» — (Музыка Мишеля Райко) — исп. Наталья Ступишина (Анка)
- «Судный день» — (Музыка Мишеля Райко) — исп. Наталья Ступишина (Анка)
- «Танцплощадка» — (Музыка Сергея Коржукова) — исп. Алёна Апина
- «Твои слова» — (Музыка Сергея Муравьева) — исп. Алиса Мон
- «Ты в жизни мне даёшь так много» (Музыка Андрея Косинского) — исп. Алёна Апина
- «Увядшие цветы» — (Музыка Сергея Коржукова) — исп. Надежда Чепрага, Филипп Киркоров, Дмитрий Прянов
- «Чёрная речка» — (Музыка Гаи Галицкой) — исп. Гая Галицкая
- «Это только кажется» — (Музыка Игоря Азарова) — исп. Игорь Азаров
- «Это только кажется» — (Музыка Давида Тухманова) — исп. Валентина Толкунова
- «Этот вечер» («Почувствуй, догадайся, позови») — (Музыка Игоря Николаева) — исп. Эдита Пьеха
- «Я волнуюсь» — (Музыка Сергея Муравьева) — исп. Алиса Мон
- «Я жду тебя» — (Музыка Владимира Куклина) — исп. Владимир Куклин
- «Яблочко» — (Музыка Ольга Стельмах) — исп. Ольга Стельмах

## Награды
Лидия Николаевна дважды являлась лауреатом фестиваля «Песня года»:
- 1984 г. — «Айсберг» (муз. Игоря Николаева) — исп. Алла Пугачева
- 2000 г. — «Роза красная моя» (муз. Сергея Коржукова) — исп. Филипп Киркоров

## Дискография
- 1990 — «Перекати-поле» — Песни на стихи Лидии Козловой
  - Надежда Чепрага — Перекати-поле (А. Лунев (С.Коржуков))
  - Лариса Долина — Не повторяй (А. Кальварский)
  - Владимир Куклин — Я жду тебя (В. Куклин)
  - Гая Галицкая — Купавна (Г. Галицкая)
  - Алиса Мон — Я волнуюсь (С. Муравьев)
  - Алла Пугачева — Айсберг (И. Николаев)
  - Алиса Мон — Согрей меня (С. Муравьев)
  - Гая Галицкая — Чёрная речка (Г. Галицкая)
  - Ансамбль «Пламя» — Снег кружится (С. Березин)
  - Гая Галицкая — Камин (Г. Галицкая)
- 2015 — «Лети, мой милый» — Песни на стихи Лидии Козловой
  - Надежда Чепрага — Перекати-поле (муз. С.Коржуков)
  - Александр Малинин — Пугачев (муз. А.Малинин)
  - Филипп Киркоров — Роза красная моя (муз. С.Коржуков)
  - Игорь Азаров — Это только кажется (муз. И.Азаров)
  - Лев Лещенко — Снег кружится (муз. С.Березин)
  - Алла Пугачева — Айсберг (муз. И.Николаев)
  - Алиса Мон — Обещаю (муз. С.Муравьев)
  - Ольга Зарубина и Михаил Муромов — Птица — синее крыло (муз. М.Муромов)
  - Эдита Пьеха — Этот вечер (муз. И.Николаев)
  - Валентина Толкунова — Проводы (муз. И.Грибулина)
  - Вячеслав Малежик — Моцарт (муз. В.Малежик)
  - Ансамбль «Пламя» — Синяя волна (муз. С.Березин)
  - Ольга Зарубина — Лети, мой милый (муз. Р.Горобец)
  - Валентина Пономарева — Амулет (муз. С.Коржуков)